# Ruderquadrant

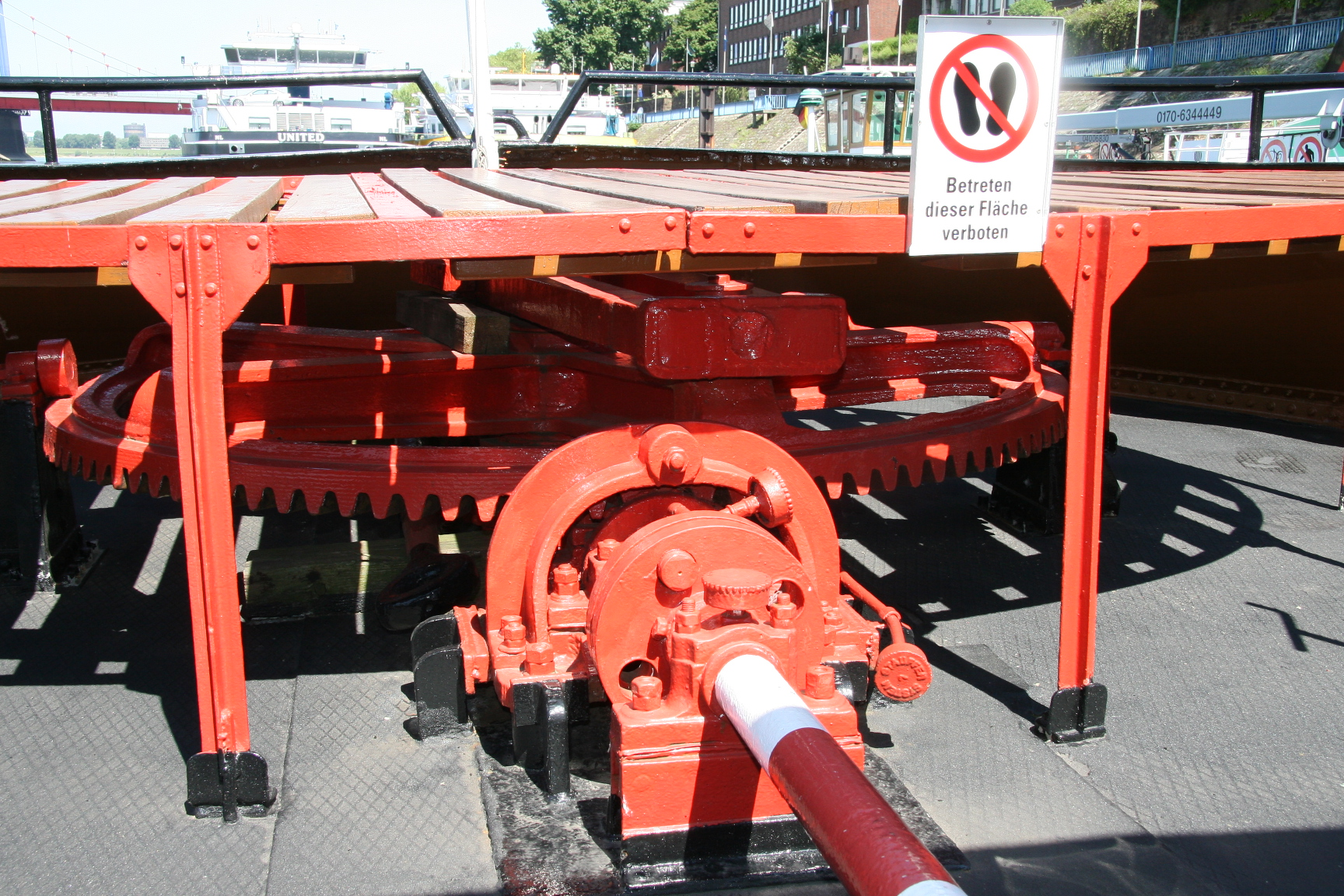
Ruderquadrant der Oscar Huber in Duisburg

Der Ruderquadrant ist ein Element der mechanischen Steuerung eines Wasserfahrzeugs, wenn anstelle der Ruderpinne eine Radsteuerung benutzt wird. Gleichzeitig wird darüber eine Untersetzung der Drehbewegung des Steuerrads erzeugt, um eine feinfühlige Bewegung des Ruders zu ermöglichen. Aufgrund der großen Kräfte in der Rudergeometrie ist der Ruderquadrant aus Metall gefertigt. Die Übertragung vom Steuerrad zum Ruder erfolgt traditionell durch Zugmittel wie Seile oder Ketten. Andere Übertragungsformen nutzen Zahnradgetriebe, Zahnriemen oder Hydraulikantriebe.
Seine Form ähnelt dem astronomischen Messinstrument Quadrant, das historisch bei der Bestimmung von Höhenwinkeln und Positionen verwendet wurde. Der Name ist aus der Geometrie des Kreises abgeleitet, bei der ein Viertel eines Kreises als Quadrant bezeichnet wird.
Neben kleineren und größeren Formen von Kreissektoren hat der Ruderquadrant häufig die Form eines Viertelkreises. In der einfachsten Ausführung ist er wie eine Ruderpinne als Hebel am Ruderschaft ausgeführt und kann bis zu einem Vollkreis reichen. Das Bauteil liegt waagerecht mit seinem Mittelpunkt (Drehachse) über dem Ruderschaft und bildet mit diesem eine feste Einheit. Auf seinem Umfang ist das Steuerseil oder die Steuerkette befestigt, um eine Hebelwirkung zu erzeugen und die Kräfte in der Ruderanlage zu beherrschen. Daneben ergibt sich mit einem Ruderquadrant der Vorteil, dass die Steuersäule mit dem Steuerrad an einer günstigen Stelle platziert werden kann und nicht notwendigerweise direkt über der Ruderachse eingebaut werden muss.

Prinzip der Radsteuerung beim Schiff – an der Stelle des Tiller (dt. Pinne) sitzt der Ruderquadrant

In der Traditionsschifffahrt und besonders bei leistungsfähigen Segelyachten sind noch klassische Radsteuerungen zu finden, die mit Seilen manuell die Steuerbewegung auf das Ruder übertragen. Die beiden Enden des Steuerseils sind dabei am Ruderquadrant befestigt und rollen auf jeweils einer eigenen Rille über seinem Umfang ab. Zwei seitliche Umlenkrollen spreizen das Seil nach rechts und links und laufen daher immer mit gleicher Spannung in die gleiche Richtung. Damit wird die Bewegung und der Ausschlag des Ruderblatts erzeugt. Über zwei weitere Umlenkrollen am Fuß der senkrechten Steuersäule wird das Seil nach oben zur Achse des Steuerrads umgelenkt. Dieser hochbelastete Teil in der Steuerung ist häufig als Kette ausgeführt und über Kettenklemmen mit dem Seil verbunden. Auf der Welle des Steuerrads ist ein Kettenspill oder Kettenrad drehfest aufgesetzt, das von der Kette umschlungen wird, um die Steuerraddrehung auf die Kette zu übertragen.
Die Geometrie der Ketten- und Seilführung sorgt dafür, dass eine Steuerraddrehung nach links die Ruderachse in eine Rechtsdrehung versetzt, um eine Kursänderung nach Backbord auszulösen. Dabei erzeugt die manuelle Übertragung der Steuerbewegung eine direkte und fühlbare Rückkopplung der Ruderkraft auf das Steuerrad und ermöglicht dadurch eine präzise Steuerung, die auch auf geringste Bewegungen des Steuerrades umgehend reagiert.
Zur Unterstützung der Schiffsführung kann in die Seilgeometrie eine Selbststeueranlage eingefügt werden. Auch der Einbau einer Doppelruderanlage oder die Anordnung von zwei Steuersäulen ist möglich.
Zur Kontrolle und Anzeige des Ruderausschlags dient ein Ruderlagenanzeiger, dass den Winkel des Ruderblatts zur Schiffslängsachse am Steuerstand anzeigt. Dazu ist ein Winkellagegeber am Ruderschaft erforderlich, von dem der Ist-Wert der Ruderstellung auf die Ruderlageanzeige übertragen wird. Als erste Hilfestellung für den Schiffsteuerer kann zur Orientierung die Mittelstellung des Ruders auf dem Steuerrad besonders markiert sein.